# Bartsia alba
Bartsia alba är en snyltrotsväxtart som beskrevs av U. Molau. Bartsia alba ingår i släktet svarthösläktet, och familjen snyltrotsväxter. Inga underarter finns listade i Catalogue of Life.